# Нерудні корисні копалини
Нерудні корисні копалини, неметалічні копалини — умовно виділена група різноманітних твердих неметалічних корисних копалин, яка нараховує бл. 100 видів. Єдиної, загальноприйнятої геолого-промислової класифікації нерудних корисних копалин немає.

## Класифікація
У геол.-розвідувальній практиці нерудні корисні копалини звичайно поділяють на:
- гірничохімічну сировину (фосфорити, апатитові руди, калійні солі, борні руди, сірку самородну, йод, бром та ін.);
- гірничотехнічну сировину (слюда, азбест, графіт, тальк та ін.);
- нерудні будівельні матеріали (граніт, лабрадорит, діорит, вапняк, доломіт, мармур, мергель, туфи, пісковики, перліт, глини, кварцові піски та ін.);
- п'єзооптичну сировину (кварц, ісландський шпат та ін.); дорогоцінне (коштовне) і виробне каміння.

Горючі корисні копалини, підземні води, мінеральні води виділяють в окремі групи.
Нерудні корисні копалини включають апатитові руди, нефелін-апатитові руди і нефелінові руди, баритові руди, мінеральні солі.

## Використання
Нерудні корисні копалини використовуються в натуральному вигляді або після термічної, хімічної, механічної обробки, а також для вилучення з них сполук неметалічних елементів.
Нерудні корисні копалини знаходять у господарстві найрізноманітніші застосування:
- як будівельні матеріали (граніт, вапняк, доломіт, мармур, пісковики та ін.),
- як сировина для виробництва мінеральних добрив (фосфорит, калійні солі, апатит),
- як сировина для загальнохімічного виробництва (самородна сірка, пірит, апатит),
- як сировина для металургії (флюси: вапняки, кварцити, флюорит),
- як вогнетривкі матеріали для металургії (доломіт, магнезит, вогнетривкі глини),
- як сировина для виробництва мінеральних фарб (вохра, кіновар),
- як технічні кристали (алмаз, п'езокварц, ісландський шпат),
- як дорогоцінне та виробне каміння (смарагд, агат, малахіт, бірюза та ін.),
- як абразивні матеріали (корунд).

Частина нерудних матеріалів використовується за декількома призначеннями, наприклад графіт — у металургії, в ядерній енергетиці, в електротехніці і як сировина в різних галузях хімії.
Номенклатура нерудних корисних копалин постійно збільшується з розвитком нових технологій, що дозволяють промислове освоєння гірських порід і мінералів, які раніше не використовувалися, таких як перліт або воластоніт.